# Jan van Comminges
Jan van Comminges (mei 1336 - 1339) was van 1336 tot aan zijn dood graaf van Comminges en burggraaf van Turenne. Hij behoorde tot het huis Comminges. 

## Levensloop
Jan was de postume zoon van graaf Bernard VIII van Comminges en diens echtgenote Martha, dochter van baron Bernard de l'Isle-Jourdain. Hierdoor werd hij onmiddellijk na zijn geboorte in mei 1336 erkend als graaf van Comminges en burggraaf van Turenne. Als Jan als meisje geboren zou zijn, dan zou het graafschap Comminges geërfd zijn door zijn oudere zus Cecilia, die gehuwd was met graaf Jacobus I van Urgell, een zoon van koning Alfons IV van Aragón. Hij werd onder het regentschap geplaatst van zijn moeder Martha. 
Jan stierf begin 1339 op amper tweejarige leeftijd, waarna hij bijgezet werd in het Clarissenklooster van Samatan. Zijn vroege overlijden veroorzaakte een successieoorlog tussen zijn zus Cecilia en zijn oom langs vaderkant Peter Raymond I. Na enkele maanden oorlog en na jaren van juridische strijd kreeg Peter Raymond I enkel het graafschap Comminges, terwijl het burggraafschap Turenne naar Cecilia gaat.